# Razor Tag
Razor Tag es un álbum del grupo de hip hop underground Styles of Beyond en asociación con Dj Green Lantern, que ha participado en otros discos como el disco de Fort Minor, We Major. En este disco colaboran Mike Shinoda (Fort Minor y Linkin Park), Demigodz, Celph Titled y Bishop Lamont. El disco fue lanzado en 2007.

## Lista de canciones
- 01 "Nobody's Does It Better" - 00:39
- 02 "Razor Tag" - 00:43
- 03 "Gats N' Party Hats" - 02:34
- 04 "Hard (MS Remix)" - 03:42
- 05 "It's Us" - 02:22
- 06 "Godz In The Front" (con Demigodz) - 04:53
- 07 "Hey You" (con Mike Shinoda) - 02:17
- 08 "You Cannot Fuck With This" (con Celph Titled) - 03:40
- 09 "Here We Come" (con Celph Titled) - 02:05
- 10 "World Famous" - 02:53
- 11 "Take That" - 02:31
- 12 "Bring It Back" (con Demigodz) - 03:26
- 13 "Murderer" (con Celph Titled) - 03:29
- 14 "Live At BBQ" (con Demigodz) - 03:08
- 15 "Story Begins" - 02:28
- 16 "Bangin' S.O.B." - 02:48
- 17 "Kill 'Em In The Face" - 02:40
- 18 "Get Involved" - 02:53
- 19 "They Don't Know" - 02:34
- 20 "Journey" - 02:00
- 21 "Outro" - 01:46
- 22 "Savin' L.A. (Bonus Track)" (con Bishop Lamont) - 04:08
- 23 "Second II None (Bonus Track)" (con Mike Shinoda) - 03:04

- Datos: Q541442